# Juan Camilo Mouriño
Juan Camilo Mouriño Terrazo (Madrid, 1 de agosto de 1971 - Ciudad de México, 4 de noviembre de 2008) fue un político y economista hispano-mexicano, miembro del Partido Acción Nacional. Se desempeñó como secretario de Gobernación durante el gobierno de Felipe Calderón en 2008.

## Biografía
Juan Camilo Mouriño nació en Madrid, España, hijo de Carlos Mouriño Atanes —empresario español expresidente del Real Club Celta de Vigo— y Ángeles Terrazo, mexicana hija de padres originarios de la localidad de Avión, Orense; por lo que contó a su nacimiento con las nacionalidades española y mexicana, esta última de acuerdo con el Artículo 30, Sección A, Fracción II de la Constitución, debiendo elegir una de las dos al cumplir 18 años de edad, eligió la nacionalidad mexicana. Su hermana Marián Mouriño Terrazo es la actual presidenta del Real Club Celta de Vigo
Obtuvo el grado de licenciado en Economía otorgado por la Universidad de Tampa, Florida y posteriormente el grado de maestro en Contaduría con especialidad en Finanzas por la Universidad Autónoma de Campeche.
A mediados de la década de 1990 fue secuestrado.

## Carrera política
Mouriño ocupó por primera vez un cargo de elección popular en 1997 al ser elegido diputado del Congreso de Campeche representando al V Distrito Electoral local. Posteriormente formó parte de la LVIII Legislatura del Congreso de la Unión de México como diputado federal plurinominal de 2000 a 2003. En ese año presentó su candidatura a la presidencia municipal de Campeche, pero fue derrotado en las Elecciones estatales por el candidato priista Fernando Ortega Bernés. Tras de su derrota fue designado asesor del entonces Secretario de Energía de México, Felipe Calderón Hinojosa. En 2004 Calderón designó a Mouriño como Subsecretario de Electricidad. Cuando aquel anunció en 2005 su decisión de competir por la presidencia de México, ambos renunciaron a sus respectivos cargos. Mouriño asumió entonces el cargo de coordinador general de la precampaña y luego de la campaña de Calderón hasta que en marzo de 2005 cedió su lugar a Josefina Vázquez Mota para quedar como vicecoordinador, en un ajuste de la estrategia de campaña realizado por el candidato. Después de la elección presidencial y una vez que Calderón fue declarado presidente electo, Mouriño fue designado coordinador general del equipo de transición.
El 1 de diciembre de 2006 fue nombrado Jefe de la Oficina de la Presidencia; el 16 de enero de 2008, secretario de Gobernación en sustitución de Francisco Javier Ramírez Acuña.

## Controversia sobre su nacionalidad
Para ser elegible al cargo de diputado local, Mouriño tuvo que demostrar al menos ser mexicano por nacimiento y ser originario del estado de Campeche o vecino del mismo de acuerdo con el Artículo 55, Fracción I y II de la Constitución. Al haber nacido en Madrid y ser hijo de una mujer mexicana por nacimiento, Mouriño podía optar al cumplir la mayoría de edad por las nacionalidades española o mexicana, esta última de acuerdo con el Artículo 30, Sección A, Fracción II de la Constitución de México. Mouriño eligió la nacionalidad mexicana.
No obstante lo anterior, el 13 de febrero de 2008 el portavoz del Partido de la Revolución Democrática, Gerardo Fernández Noroña, declaró que habría encontrado pruebas en España de que el acta de nacimiento de la madre de Juan Camilo Mouriño, Ángeles Terrazo, habría sido falsificada para pasar por mexicana; sin embargo, el acta de nacimiento de esta establece que nació el 3 de mayo de 1950 en el Sanatorio Español de la Ciudad de México, lo que la hace mexicana por nacimiento sin importar la nacionalidad de sus padres, siendo estos españoles naturalizados mexicanos, como consta en las cartas de naturalización de ambos.
El 23 de febrero se hizo pública información proporcionada por el Instituto Nacional de Migración, el cual responde en dos oficios, el primero establece que usó pasaporte mexicano en 5 ocasiones de 2004 a 2007. En el segundo establece "en los sistemas con que cuenta Instituto del periodo de 1990 a 2007, únicamente existen 5 registros en el SIOM mismos que fueron turnados a la Coordinación de Regulación Migratoria”; sin embargo el SIOM comenzó su operación desde diciembre de 2003, según versión estenográfica del entonces secretario de Gobernación, Santiago Creel Miranda, el 28 de julio de 2004.
El periódico El Sur de Campeche publicó el 12 de junio de 1997 una copia del pasaporte español con el que Mouriño Terrazo habría entrado al país en agosto de 1996.

## Acusaciones
El 24 de febrero de 2008, Andrés Manuel López Obrador acusó a Juan Camilo Mouriño de haber cometido tráfico de influencias al habérsele otorgado a empresas de su familia contratos de PEMEX firmados en 2003 y 2004 por Juan Camilo Mouriño, como representante legal de la empresa de su familia –Grupo Energético del Sureste– siendo diputado federal, asesor y subsecuentemente subsecretario de electricidad de la Secretaría de Energía en 2003 y 2004, Entregando lo que consideran son pruebas de estos contratos a los coordinadores parlamentarios de los partidos integrantes del Frente Amplio Progresista. El 29 de febrero, Juan Camilo Mouriño rechazó tales acusaciones, asegurando que pondrá a disposición de las autoridades toda la información que le sea requerida, aduciendo que dichos contratos fueron celebrados en plena legalidad, calificando además como inmorales y dolosas las acusaciones realizadas por López Obrador y señalando que no debatirá con sus detractores. El funcionario tardó dos semanas en reaccionar y, reconocer, el 6 de marzo que sí firmó los contratos. El día 11 de marzo de 2008 decidió responder a las acusaciones.
El 10 de marzo de 2008 Andrés Manuel López Obrador y el partido Convergencia dieron a conocer dos contratos más, los cuales denunciaron mostrarían nuevamente que la empresa familiar de Mouriño fue beneficiada por el tráfico de influencias.
Sin embargo, ningún partido o personaje que ha hecho estas denuncias presentó denuncia formal de los hechos imputados a Mouriño, solo habiéndose iniciado el análisis de la creación de una comisión investigadora en la Cámara de Diputados, debido a ello, el 11 de marzo el propio Juan Camilo Mouriño envió a la Procuraduría General de la República y la Secretaría de la Función Pública, todos los documentos relativos a los contratos que firmó como representante legal de la empresa de su familia con Petróleos Mexicanos, iniciando estas dos dependencias las investigaciones correspondientes.
El 13 de marzo del mismo año, la Cámara de Diputados integró formalmente la comisión investigadora del caso, de la que se negaron a formar parte diputados del PRD, PT y Convergencia al no estar de acuerdo con sus objetivos, fue designado presidente de la comisión el diputado del Partido Verde Ecologista de México, Antonio Xavier López Adame; el 13 de mayo dicha comisión presentó formalmente sus conclusiones, exonerando a Juan Camilo Mouriño de haber cometido tráfico de influencias y establecimiento que se condujo en apego a derecho.
El 6 de junio, los diputados del PRD Aleida Alavez Ruiz y Alejandro Sánchez Camacho presentaron ante la Procuraduría General de la República una nueva denuncia contra Juan Camilo Mouriño, por los delitos de tráfico de influencias y uso indebido de funciones.

## Muerte
Mouriño falleció el 4 de noviembre del 2008 a las 18:46 horas cuando el avión Learjet 45, matrícula XC-VMC, en el que volvía a la Ciudad de México después de una gira de trabajo en el estado de San Luis Potosí, se estrelló cerca de la intersección del Periférico y Paseo de la Reforma. El coordinador del comité de investigación sobre el accidente informó, un año después, que una serie de errores cometidos por el controlador de vuelos y los pilotos del avión pudieron ser las causas del desplome, aunque las dudas sobre un supuesto asesinato, cuyo objetivo habría sido eliminar al zar antidrogas de México José Luis Santiago Vasconcelos, no han sido despejadas.